# Giovanny
Giovanny Bariani Marques, noto semplicemente come Giovanny (San Paolo, 19 settembre 1997), è un calciatore brasiliano, centrocampista della Juventude.

## Caratteristiche tecniche
È un esterno sinistro.

## Carriera

### Club
Cresciuto nelle giovanili del Corinthians, ha debuttato il 2 agosto 2015 con la maglia del Guaratinguetá in un match di Série C perso 1-0 contro il Guarani.

### Nazionale
Con la nazionale Under-20 brasiliana ha preso parte al campionato sudamericano Under-20 2017, collezionando 6 presenze.

## Statistiche

### Presenze e reti nei club
Statistiche aggiornate al 3 giugno 2017.
| Stagione                   | Squadra                    | Campionato                 | Campionato | Campionato | Coppe nazionali | Coppe nazionali | Coppe nazionali | Coppe continentali | Coppe continentali | Coppe continentali | Altre coppe | Altre coppe | Altre coppe | Totale | Totale |
| Stagione                   | Squadra                    | Comp                       | Pres       | Reti       | Comp            | Pres            | Reti            | Comp               | Pres               | Reti               | Comp        | Pres        | Reti        | Pres   | Reti   |
| -------------------------- | -------------------------- | -------------------------- | ---------- | ---------- | --------------- | --------------- | --------------- | ------------------ | ------------------ | ------------------ | ----------- | ----------- | ----------- | ------ | ------ |
| gen.-giu. 2015             | Guaratinguetá              | C+PAU                      | 8+17       | 2+8        | CB              | 0               | 0               |                    | -                  | -                  |             | -           | -           | 25     | 10     |
| 2015-2016                  | Ponte Preta                | A+PAU                      | 0          | 0          | CB              | 0               | 0               |                    | -                  | -                  |             | -           | -           | 0      | 0      |
| 2016                       | Athl. Paranaense           | A+PAR                      | 11+4       | 0+1        | CB              | 4               | 0               |                    | -                  | -                  |             | -           | -           | 19     | 1      |
| 2017                       | Athl. Paranaense           | A+PAR                      | 0          | 0          | CB              | 0               | 0               |                    | -                  | -                  |             | -           | -           | 0      | 0      |
| Totale Atletico Paranaense | Totale Atletico Paranaense | Totale Atletico Paranaense | 15         | 1          |                 | 4               | 0               |                    | -                  | -                  |             | -           | -           | 19     | 1      |
| Totale carriera            | Totale carriera            | Totale carriera            | 40         | 11         |                 | 4               | 0               |                    | -                  | -                  |             | -           | -           | 44     | 11     |

## Palmarès

### Club

#### Competizioni statali
- Campionato Paranaense: 1

Atlético Paranaense: 2017